# دالة خطية
في الرياضيات، الدَالّة الخطية (ملاحظة 1) هي دالة حقيقية يتم الحصول عليها عن طريق جمع وضرب المتغير في الثوابت. تكتب أي دالة خطية على الشكل التالي:
{\displaystyle x\mapsto ax+b}
حيث a و b عددان معلومان لا يتعلقان بالمتغير x.
عندما يكون a و b عددين حقيقيين، يكون الرسم البياني لهذه الدالة مستقيما ميله هو a و b هو نقطة تقاطعه مع المحور y. قد يكون هذا المستقيم مائلا، وقد يكون موازيا لمحور x فيقال حينئذ عنها دالة ثابتة.
في المغرب العربي، يسمى هذه الدالة بالدالة التآلفية حيث b يكون لا يساوي الصفر؛ أما إذا كان يساوي الصفر، تسمى هذه الدالة بالدالة الخطية.

## أشكال الاقتران الخطي
- اقتران ثابت:هو أحد أنواع الاقتران الخطي
- اقتران محايد:هو أحد أنواع الاقتران الخطي
- اقتران جذري:هو أحد أنواع الاقتران الخطي

## الاقتران الثابت

- صورته العامة : f(x)= b

حيث إن المجال ح، والمدى هو b فقط.
مثال : f(x)= 2
f(2)= 2 / f(1)= 2 / f(4)= 2

## الاقتران المحايد

- صورته العامة : f(x)= x
- مجاله : ح، والمدى : ح

f(2)= 2 / f(1)=1 / f(0)= 0 / f(4)= 4
ا

## الاقتران الجذري
- صورته العامة : ax + b √
- معرف بشرط أن ax + b ≥ صفر .
- مجاله : لا بد من دراسة إشارة المقدار ax + b عن طريق مساواته بالصفر من خلال :

1) س ≥ (-ب )/أ
- المدى : [0 , ∞) , إذا ما ادخلت عليه إشارة خارج الجذر .

مثال : (2x - 4)√
مجاله : نحتاج لدراسة الإشارة من خلال : ب= -4 أ= 2
1) س ≥ (-ب )/أ , -(-4) / 2 = 2 ,,, أذن س ≥ 2
- المجال [2 , ∞ )
- المدى [ 0 , ∞ )

- أو لدراسة إشارة الاقتران الجذري نقوم بمساواة الاقتران الذي تحت الجذر بالصفر

مثال : ادرس إشارة ق(س)= 3س-6√ الحل: 1- نساويها بالصفر = 3x-6 = 0
- 3x-6=0 (اجمع 6 للطرفين )
- 3x = 6 (اقسم على 3)
- x = 2

فإن مجال f(x) يكون [2،∞) والمدى [ 0،∞)